# Карла Маркса (Костанайская область)
Карла Маркса (каз. Карл Маркс) — упразднённое село в Узункольском районе Костанайской области Казахстана. Ликвидировано в 2014 году. Входило в состав Карл Марксского сельского округа. Код КАТО — 396637200.

## География
Севернее располагаются озеро Кошкар и болото Уртаколь.

## Население
В 1999 году население села составляло 207 человек (99 мужчин и 108 женщин). По данным переписи 2009 года в селе проживало 36 человек (17 мужчин и 19 женщин).